# Big Springs (Nebraska)
Big Springs je selo u američkoj saveznoj državi Nebraska. Prema popisu stanovništva iz 2010. u njemu je živjelo 400 stanovnika.